# موجینا
موجینا (ژاپنی: 貉 هپبورن: Mujina) یک اصطلاح ژاپنی قدیمی است که در درجه اول به گورکن ژاپنی اشاره دارد، اما از دیر باز با سگ راکونی ژاپنی (تانوکی) مرتبط است، که همین مسئله باعث سردرگمی شده‌است. موجینا گورکن‌هایی هستند که قدرت جادویی پیدا کرده و تبدیل به یوکای شدند. موجینا اغلب به دلیل اندازه مشابه، ظاهر، و قدرت جادویی با تانوکی اشتباه گرفته می‌شود. در برخی مناطق تانوکی را موجینا می‌نامند، و از طرفی موجینا را تانوکی، و این مسئله باعث پیچیده‌تر شدن هویت آن نیز شده‌است. در مناطق دیگر اصطلاح «مامی» برای هر دو حیوان صدق می‌کند.

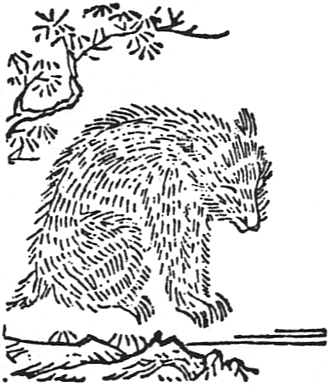
تصویری از یک موجینا، (از کتاب واکان سانسایی زوئه، دوره ادو)

وقتی هوا تاریک و همه جا ساکت است، و هیچ انسانی در اطراف نیست، گفته شده موجینا خود را به شکل انسان‌نما در می‌آورد-معمولاً به شکل یک پسر جوان که کیمونو کوچکی به تن دارد و در خیابان آواز می‌خواند. اگر غریبه‌ای به آن‌ها نزدیک شود، به سمت تاریکی پا به فرار می‌گذارند و دوباره به شکل اصلی حیوانی خود در می‌آیند. آن‌ها کمتر از دیگر حیوانات تغییر شکل دهنده به عنوان یوکای در نظر گرفته می‌شوند، از آنجایی که موجینا در کوه‌ها و معمولاً دور از جامعه انسانی زندگی می‌کند، به اندازهٔ دیگر یوکاهای حیوانی با آن‌ها مواجه نمی‌شود. آن‌ها خجالتی هستند و دوست ندارند توسط انسان‌ها دیده شوند یا با آن‌ها ارتباط برقرار کنند.